# Provinz Oropeza
Oropeza ist eine Provinz im nordwestlichen Teil des Departamento Chuquisaca im südamerikanischen Anden-Staat Bolivien.

## Lage
Die Provinz ist eine von zehn Provinzen im Departamento Chuquisaca. Sie grenzt im Norden, Westen und Süden an das Departamento Potosí, im Südosten an die Provinz Yamparáez, im Osten an die Provinz Jaime Zudáñez, und im Nordosten an das Departamento Cochabamba.
Die Provinz erstreckt sich etwa zwischen 18° 21' und 19° 22' südlicher Breite und 65° 00' und 65° 42' westlicher Länge, ihre Ausdehnung von Westen nach Osten beträgt 40 Kilometer, von Norden nach Süden 110 Kilometer.

## Bevölkerung
Die Einwohnerzahl der Provinz Oropeza ist in den vergangenen drei Jahrzehnten um mehr als drei Viertel angestiegen:
| Jahr | Einwohner | Quelle       |
| ---- | --------- | ------------ |
| 1992 | 176 298   | Volkszählung |
| 2001 | 241 376   | Volkszählung |
| 2012 | 286 140   | Volkszählung |
| 2024 | 319 006   | Volkszählung |

39,6 Prozent der Bevölkerung sind jünger als 15 Jahre, der Alphabetisierungsgrad in der Provinz beträgt 79,6 Prozent. (1992)
82,2 Prozent der Bevölkerung sprechen Spanisch, 69,3 Prozent Quechua, und 1,7 Prozent Aymara. (1992)
29,8 Prozent der Bevölkerung haben keinen Zugang zu Elektrizität, 41,4 Prozent leben ohne sanitäre Einrichtung (1992).
92,0 Prozent der Einwohner sind katholisch, 5,1 Prozent sind evangelisch (1992).

## Gliederung
Die Provinz Oropeza gliederte sich bei der letzten Volkszählung von 2024 in die folgenden drei Verwaltungsbezirke (bolivianisch „Municipios“):
- 01-0101 Municipio Sucre – 296.125 Einwohner
- 01-0102 Municipio Yotala – 9.241 Einwohner
- 01-0103 Municipio Poroma – 13.640 Einwohner

## Ortschaften in der Provinz Oropeza
- Municipio Sucre
  - Sucre 237.480 Einw. – Surima 792 Einw. – Chaco 771 Einw. – Potolo 620 Einw. – Kora Kora 513 Einw. – Kuchu Tambo 505 Einw. – Chuqui Chuqui 403 Einw. – Quila Quila 393 Einw. – Purun Quila 366 Einw. – Picachulo 364 Einw. – Sivisto 282 Einw. – Kacha Kacha 279 Einw. – Mojotoro 278 Einw. – Lecopaya 263 Einw. – Paredón 254 Einw. – Maragua 227 Einw. – Tajchi 191 Einw. – Bella Vista 190 Einw. – Chaunaca 188 Einw. – Punilla 146 Einw. – Arabate 140 Einw. – Cajamarca 126 Einw. – Sausal 67 Einw.

- Municipio Yotala
  - Yotala 1522 Einw. – San Isidro de Anfaya 569 Einw. – Pulki 317 Einw. – Tambo Aqhachila 209 Einw. – Huayllas 111 Einw. – Mosoj Llaita 444 Einw. – Tasapampa 416 Einw.

- Municipio Poroma
  - Poroma 680 Einw. – La Barranca 421 Einw. – Soicoco 346 Einw. – Huañoma Alta 301 Einw. – Viru Viru 278 Einw. – Chijmuri 228 Einw. – Piocera 224 Einw. – Thola Pampa de Chuquisaca 209 Einw. – Pojpo 168 Einw. – Sapse 150 Einw.